# Большесосновский район
Большесосно́вский райо́н — административный район Пермского края России. На территории района образован Большесосновский муниципальный округ. Административный центр — село Больша́я Сосно́ва.

## География
Находится в западной части Пермского края. Территория — 2223,42 км².
Природные ресурсы
Рельеф района — один из наиболее расчленённых в крае. Густота овражно-балочной сети составляет 1,5—1,7 км на 1 км² территории. Для региона характерна разветвлённая сеть логов, которые имеют различную крутизну склонов, ширину и глубину, залесенность и задернованность.
Река Сива с главными притоками Сосновкой и Чёрной является основной водной артерией района. Её протяжённость в пределах района — 130 км. Речки Чёрная, Сосновка, Шестая, Нерестовка, Буть, Лып и другие имеют хорошо выраженные поймы. Русла рек сильно меандрируют, разрезая поймы на отдельные участки, образуя старицы. Рациональное использование водных ресурсов района связано с восстановлением мельниц, плотин, запретом на пахоту поймы под урез воды в реках.
В составе лесов преобладают хвойные породы, много липы, ильма, встречаются клён, дуб, лещина. Средняя облесенность, равная 32 %, является одной из наименьших в крае.
В большом количестве грызуны встречаются на полях и у селений, в меньшем — в лесах. Стали обычными лоси, много волков. Вблизи полей, лугов, селений распространены горностай, ласка. Богато представлена орнитофауна — боровая дичь и другие.

## История
Большесосновский район был образован 18 марта 1924 года. 4 ноября 1959 года к Большесосновскому району была присоединена часть территории упразднённого Черновского района.
В 1963 году район был упразднён. Территория Черновской зоны отошла к Частинскому району, Большесосновской — к Очёрскому.
13 декабря 1968 года Указом Президиума ВС РСФСР был вновь образован Большесосновский район с центром в селе Большая Соснова.

## Население
| 2000    | 2002    | 2005    | 2006    | 2007    | 2008    | 2009    | 2010    | 2011    |
| ------- | ------- | ------- | ------- | ------- | ------- | ------- | ------- | ------- |
| 15 857  | ↘15 295 | ↘14 771 | ↘14 400 | →14 400 | ↘14 292 | ↘14 263 | ↘13 215 | ↘13 212 |
| 2012    | 2013    | 2014    | 2015    | 2016    | 2017    | 2018    | 2019    | 2020    |
| ↘13 187 | ↘12 975 | ↗13 046 | ↘12 861 | ↘12 758 | ↘12 612 | ↘12 497 | ↘12 282 | ↘12 102 |
| 2021    | 2023    |         |         |         |         |         |         |         |
| ↗12 138 | ↘11 874 |         |         |         |         |         |         |         |

Оценка демографического потенциала (2002 год) показала, что трудовые ресурсы в районе составляют 49,7 % общей численности населения. В отраслях народного хозяйства было занято 8612 чел., из них 61 % (5215 чел.) — в сельском хозяйстве, 792 чел. в народном образовании, 467 чел. — в торговле, 373 чел. — в здравоохранении.
98 % жителей занято в госсекторе экономики. Численность населения относительно стабильна. В районе есть потребность в бухгалтерах и экономистах высокой квалификации, врачах-хирургах, среднем медперсонале, учителях. Дефицитными рабочими профессиями являются каменщики, плотники, газоэлектросварщики, электрики.

### Национальный состав
По итогам переписи 2010 года: русские — 93,5 %; удмурты — 1,7 %; татары — 1,1 %; коми-пермяки — 0,7 %.

## Муниципальное устройство
В рамках организации местного самоуправления на территории района функционирует Большесосновский муниципальный округ (с 2004 до 2021 гг. — Большесосновский муниципальный район).
С 2004 до 2021 гг. в состав существовавшего в этот период муниципального района входили 7 сельских поселений:
| № | Наименование                        | Административный центр | Количество населённых пунктов | Население (чел.) |
| - | ----------------------------------- | ---------------------- | ----------------------------- | ---------------- |
| 1 | Большесосновское сельское поселение | село Большая Соснова   | 9                             | ↘5945            |
| 2 | Кленовское сельское поселение       | село Кленовка          | 6                             | ↗656             |
| 3 | Левинское сельское поселение        | село Лёвино            | 6                             | ↗439             |
| 4 | Петропавловское сельское поселение  | село Петропавловск     | 9                             | ↘832             |
| 5 | Полозовское сельское поселение      | село Полозово          | 18                            | ↘1599            |
| 6 | Тойкинское сельское поселение       | село Тойкино           | 7                             | ↘485             |
| 7 | Черновское сельское поселение       | село Черновское        | 7                             | ↘2038            |

В 2021 году все сельские поселения вместе с Большесосновским муниципальным районом были упразднены и преобразованы путём их объединения в новое муниципальное образование — Большесосновский муниципальный округ.

## Населённые пункты
В Большесосновский район входят 62 населённых пункта, все — сельские.
| №  | Населённый пункт | Тип     | Население | Бывшее сельское поселение |
| -- | ---------------- | ------- | --------- | ------------------------- |
| 1  | Баклуши          | село    | 363       | Большесосновское          |
| 2  | Бердышево        | село    | 319       | Полозовское               |
| 3  | Большая Соснова  | село    | ↗4760     | Большесосновское          |
| 4  | Большие Кизели   | деревня | 45        | Петропавловское           |
| 5  | Бурдино          | деревня | 79        | Левинское                 |
| 6  | Вары             | деревня | 120       | Черновское                |
| 7  | Вахрино          | деревня | 21        | Полозовское               |
| 8  | Верх-Потка       | деревня | 232       | Тойкинское                |
| 9  | Верх-Соснова     | деревня | 42        | Большесосновское          |
| 10 | Верх-Шестая      | деревня | 27        | Полозовское               |
| 11 | Гари             | деревня | 51        | Полозовское               |
| 12 | Гладкий Мыс      | деревня | 14        | Тойкинское                |
| 13 | Долганы          | деревня | 7         | Левинское                 |
| 14 | Дробины          | деревня | 37        | Кленовское                |
| 15 | Желнино          | деревня | 44        | Черновское                |
| 16 | Заболотово       | деревня | 334       | Кленовское                |
| 17 | Загибовка        | деревня | 4         | Полозовское               |
| 18 | Зачерная         | деревня | 76        | Черновское                |
| 19 | Киприно          | деревня | 10        | Петропавловское           |
| 20 | Кленовка         | село    | 341       | Кленовское                |
| 21 | Кожино           | деревня | 2         | Полозовское               |
| 22 | Колоколово       | деревня | 1         | Кленовское                |
| 23 | Красные Горки    | посёлок | 18        | Тойкинское                |
| 24 | Красный Яр       | деревня | 352       | Полозовское               |
| 25 | Кривелево        | деревня | 0         | Большесосновское          |
| 26 | Кузино           | деревня | 119       | Большесосновское          |
| 27 | Кузнецы          | деревня | 9         | Петропавловское           |
| 28 | Лёвино           | село    | 321       | Левинское                 |
| 29 | Лисья            | деревня | 189       | Полозовское               |
| 30 | Лыково           | деревня | 87        | Большесосновское          |
| 31 | Лягушино         | деревня | 21        | Черновское                |
| 32 | Малая Соснова    | село    | 360       | Большесосновское          |
| 33 | Малиновка        | деревня | 15        | Петропавловское           |
| 34 | Малые Кизели     | село    | 80        | Кленовское                |
| 35 | Марасаны         | деревня | 87        | Полозовское               |
| 36 | Медведево        | деревня | 5         | Левинское                 |
| 37 | Нижний Лып       | село    | 315       | Полозовское               |
| 38 | Осиновка         | деревня | 76        | Полозовское               |
| 39 | Осиновка         | деревня | 18        | Черновское                |
| 40 | Пермяки          | село    | 171       | Петропавловское           |
| 41 | Петропавловск    | село    | 588       | Петропавловское           |
| 42 | Пикули           | деревня | 37        | Полозовское               |
| 43 | Пичуги           | деревня | 6         | Тойкинское                |
| 44 | Плоска           | деревня | 92        | Черновское                |
| 45 | Позоры           | деревня | 37        | Полозовское               |
| 46 | Полозово         | село    | 269       | Полозовское               |
| 47 | Развилы          | деревня | 119       | Тойкинское                |
| 48 | Русский Лем      | деревня | 6         | Петропавловское           |
| 49 | Селетки          | деревня | 26        | Петропавловское           |
| 50 | Сивинское        | деревня | 91        | Полозовское               |
| 51 | Солоды           | село    | 166       | Петропавловское           |
| 52 | Старый Лып       | деревня | 72        | Полозовское               |
| 53 | Стафията         | деревня | 3         | Полозовское               |
| 54 | Тараканово       | село    | 123       | Левинское                 |
| 55 | Тойкино          | село    | 295       | Тойкинское                |
| 56 | Черновское       | село    | ↘1661     | Черновское                |
| 57 | Чернухи          | деревня | 45        | Полозовское               |
| 58 | Чистопереволока  | деревня | 14        | Левинское                 |
| 59 | Шамары           | деревня | 17        | Кленовское                |
| 60 | Южный            | посёлок | 136       | Большесосновское          |
| 61 | Юрково           | село    | 416       | Большесосновское          |
| 62 | Ясная Поляна     | посёлок | 7         | Тойкинское                |

Упразднённые населённые пункты:
- 1992 год — деревни Песьянка и Вязовка[25].
- 2005 год — деревня Исламово[26].
- 2008 год — деревня Кукушкино[27].
- 2009 год — деревня Талица[28].
- 2011 год — деревня Каменка, входившая в Левинское сельское поселение[29].

По состоянию на 1 января 1981 года в Большесосновском районе было 78 населённых пунктов.

## Экономика
Более четырёх пятых ВНП района даёт сельское хозяйство (81,0 %). Далее следуют непроизводственная сфера (10,7 %), промышленность (5,0 %) и прочие отрасли материального производства (3,4 %). Сельское хозяйство имеет мясомолочно-зерновое направление, выращивается довольно много картофеля.
В районе имеется более двадцати крупных коллективных хозяйств, а также другие предприятия, основанные на частной и коллективно-долевой собственности, более ста фермерских хозяйств.
Промышленность представлена небольшими предприятиями, связанными с обслуживанием сельского хозяйства, капитальным, дорожным, жилищным строительством и ремонтом, работают 2 молочных завода (с. Черновское, с. Б.Соснова), передвижная мехколонна и др.
Большую роль в развитии экономики района играет автомобильный транспорт, автодорога «Б.Соснова — Пермь» и проходящая в нескольких километрах от Б.Сосновы дорога на Ижевск.

## Экология
Хотя Большесосновский район не является промышленным, однако отмечается быстро растущее число бытовых свалок (более десяти вокруг райцентра). На территории района создан Большесосновский заказник (площадь 30 тыс. га). В целом экологическая обстановка в районе не вызывает в настоящее время особой тревоги. Частично сохранились столетние лесопосадки вдоль дороги «Ижевск — Пермь».